# باسيون (شركة)
شركة باسون (باليابانية: 株式会社パッショーネ، بالروماجي: Kabushiki-gaisha Passhōne) هو استوديو رسوم متحركة ياباني، تأسس في 26 يناير عام 2011، ويقع مقره في مدينة موساشينو في طوكيو.

## أعمال الاستوديو

### مسلسلات أنمي تلفزيونية
- هايتاي نانافا (2012–2013)[2]
- ريل وورز! (2014)[2]
- أبطال الزهور الستة (2015)[2]
- هيناكو نوت (2017)[2]
- سيتروس (2018)[3]
- هاي سكول دي اكس دي هيرو (2018)[4]
- وستفل دايز أوف هاي سكول غيرل (2019)[5]
- زد/إكس (2019)[6]
- مراجعي الأعراق (2020)[7]
- عندما تبكي حشرة الليل (2020–2021)[8][9]
- هيغوراشي: عندما تبكي حشرة الليل – سوتسو (2021)[10]
- مييروكو تشان (2021)[11]

### أوفا
- غود يتير ريزو نانتوكا غيكيجو (2018 بالتعاون كريتورز أن باك)
- جزيرة الحشرات العملاقة (2019)[12]
- بين باندت (2021)[13][14]

### الأفلام
- جزيرة الحشرات العملاقة (2020)[15]

## وصلات خارجية
- الموقع الرسميباللغة اليابانية
- باسيون (شركة) على موقع ANN company (الإنجليزية)